# 五十嵐三津雄
五十嵐 三津雄（いがらし みつお、1939年9月1日 - ）は日本の郵政官僚。郵政事務次官、簡易保険福祉事業団理事長、KDDI代表取締役会長等を歴任した。

## 来歴・人物
北海道空知郡北村出身。北海道札幌南高等学校を経て、1963年 北海道大学法学部卒業。民法学 川井健ゼミ出身。大学卒業後、郵政省入省。郵務局業務課長補佐、人事局管理課長補佐を経て、1976年 東北郵政局郵務部長。1978年東京郵政局郵務部長。1980年 郵務局服務課長。1981年 電気通信政策局業務課長。1983年 電気通信政策局監理課長。1984年 電気通信事業部監理課長。1985年 電気通信局総務課長。1986年 大臣官房秘書課長。1988年 電気通信局電気通信事業部長。1990年 大臣官房総務審議官。1992年 大臣官房長。1993年 通信政策局長。1994年 電気通信局長。電気通信事業者の監督担当局長として、大学の先輩でもあるNTTの児島仁社長との交渉などにあたった。1996年 郵政事務次官。退官後、KDDI代表取締役会長、大川情報通信基金会長等を歴任した。
事務次官として橋本龍太郎内閣による行政改革に伴う省庁再編議論に直面したが、全国特定郵便局長会の政治力に恃んで政策的な論議を看過したこともあり、郵政省は解体、のちの郵政民営化への道を開いた。

## 経歴
- 1963年 郵政省入省
- 1967年 米沢郵便局郵便課長
- 1968年 石狩深川郵便局長
- 1969年 札幌郵便局人事部管理課長
- 1970年 東京郵政局人事部管理課長
- 1972年 郵務局業務課課長補佐
- 1973年 人事局管理課課長補佐
- 1976年 東北郵政局郵務部長
- 1978年 東京郵政局郵務部長
- 1980年 郵務局服務課長
- 1981年 電気通信政策局業務課長
- 1983年 電気通信政策局監理課長
- 1984年 電気通信事業部監理課長
- 1985年 電気通信局総務課長
- 1986年 大臣官房秘書課長
- 1988年 電気通信局電気通信事業部長
- 1990年 大臣官房総務審議官
- 1992年 大臣官房長
- 1993年 通信政策局長
- 1994年 電気通信局長
- 1996年 郵政事務次官
- 1998年 退官